# Ал-Хусейн (ракета)
„Ал-Хусейн“ (на арабски: الحسين) е иракска едностепенна балистична ракета, наречена на бившия иракски президент Саддам Хусейн.

## Разработване
В края на 1980-те години Ирак има нужда от ракета, която да може да нанася директни удари по Техеран и други, по-отдалечени ирански градове. Обикновените ракети Скъд-В имат обсег от едва 300 километра, което е недостатъчно. С помощта на много чуждестранни специалисти, предимно руски и севернокорейски, иракчаните увеличават обсега на „Скъд-В“ 2 пъти. Това обаче изисква значително намаляване на полезния товар, който от близо 1000 кг е намален на 350. Възможно е постигането на обсег от 650 км с намаляването на теглото на бойната глава до 300 кг.
„Ал-Хусейн“ е малко по-къса от „Скъд-В“, но използва същата установка за пренасяне (специален камион „МАЗ“). Ракетата е податлива на разпадане при наближаване на целта си. Това обаче е по-скоро предимство, тъй като отломките ѝ служат като противомерки срещу противовъздушната и противоракетната отбрана на врага. Именно това е причината американските ракети „Пейтриът“ да не могат да прехванат иракските ракети по време на Войната в Залива.
Ирак изстрелва близо 200 ракети срещу Иран през 1988, вследствие на което загиват близо 2000 души. Атаките по време на Войната в Залива включват 42 изстреляни ракети срещу Израел и 46 срещу Саудитска Арабия. На 25 февруари 1991 ракета „Ал-Хусейн“ унищожава американска военна база в Дахран, Саудитска Арабия. Тогава загиват 28 американски войници и са ранени 110.
Макар Ирак да обявява, че е унищожил всичките си ракети „Ал-Хусейн“ след края на Ирано-иракската война, днес се предполага, че много ракети (над 20) са изнесени зад граница в Сирия и Судан. Подобно предположение има и за химическите оръжия на Ирак.

## Нападения във Войната в Залива
| No. | Място и време              | Цел                               | Разрушения | Причина за разрушенията | Прихваната от „Пейтриът“ |
| --- | -------------------------- | --------------------------------- | --- | ----------------------- | ------------------------ |
| 1   | 22 януари Дахран           | База на американските ВВС         | Хангарите са засегнати от взрива един повреден F-15 една повредена установка „Пейтриът“ Цивилно летище засегнато от отломки | Бойна глава/отломки     | Да                       |
| 2   | 22 януари Рияд             | Военновъздушна база на коалицията | Квартал на града | Бойна глава             | Да                       |
| 3   | 25 януари Рияд             | Щаб на коалиционните сили         | МВР на Саудитска Арабия | Бойна глава             | Да                       |
| 4   | 28 януари Рияд             | Центъра на града                  | Експериментално стопанство на югоизток от града                                                                             | Отломки                 | Да                       |
| 5   | 3 февруари Рияд            | Центъра на града                  | Жилищен комплекс | Бойна глава             | Да                       |
| 6   | 8 февруари Рияд            | Северната част на града           | Паркинг | Бойна глава             | Да                       |
| 7   | 11 февруари Рияд           | Центъра на града                  | Общежития на университет | Бойна глава             | Да                       |
| 8   | 14 февруари Хафир ал Батин | Военен град „Крал Халид“          | Автомобилна работилница Щети по целия жилищен комплекс                                                                      | Бойна глава             | Не                       |
| 9   | 24 февруари Рияд           | Щаб на коалиционните сили         | Девическо училище | Отломки                 | Да                       |
| 10  | 25 февруари Дахран         | База на американските ВВС         | Казармени помещения (напълно унищожени)                                                                                     | Бойна глава             | Не                       |